# 납북 일본인 문제
납북 일본인 문제(拉北日本人問題) 또는 북조선에 의한 일본인 납치 문제(일본어: 北朝鮮による日本人拉致問題 키타쵸센니요루니혼진라치몬다이[*])는 1970년대부터 1980년대에 걸쳐 조선민주주의인민공화국(이하 북조선)의 공작원 등에 의해 일본인이 일본이나 유럽에서 북조선으로 납치된 것이다. 일본 정부가 승인한 납치 사건은 12건, 납치 피해자는 17건이었다. 북조선 측은 이 중 13명(남성 6명, 여성 7명)에 대해 일본인 납치를 공식적으로 인정하고 있으며 5명이 일본으로 귀국하였지만 나머지 12명에 대해서는 '8명 사망, 4명은 입증되지 않는다'라고 주장하고 있다.  일본 정부는 “전원이 생존해 있다는 전제로 대처한다”는 입장이다.
북조선은 오랫동안 납치사건에 관여한 것을 부정해 왔으나, 2002년 평양에서 개최된 북일수뇌회담에서 김정일이 일본인 납북 사실을 인정하고 사과하며 재발방지를 약속했다. 그러나 피해자의 송환과 배보상은 이루어지지 않고 있다. 2018년 현재 일본 정부는 총리관저 공식 웹사이트에서 “납치문제 해결 없이 국교정상화는 있을 수 없다”는 입장을 밝히고 있다.

## 같이 보기
- 조선민주주의인민공화국의 인권
- 일본-조선민주주의인민공화국 관계
- 김현희
- 납북자
- 요코타 메구미
- 6.25 전쟁의 대한민국 국군 포로